# هارلا
هارلا (به لاتین: Hårlev) یک منطقهٔ مسکونی در دانمارک است که در شهرداری استونز واقع شده‌است. هارلا ۱٫۹۵ کیلومتر مربع مساحت و ۲٬۷۵۳ نفر جمعیت دارد.